# Brothers Island Lighthouse
Brothers Island Lighthouse ist ein Leuchtturm im Marlborough District nördlich der Südinsel Neuseelands. Er befindet sich auf der Westseite der Cookstraße auf der größten Insel der The Brothers. Er wird von Maritime New Zealand betrieben.
Ursprünglich war das Mana Island Lighthouse auf Mana Island zur Orientierung in diesem Seegebiet vorgesehen. Da es jedoch öfters zur Verwechslung mit dem Pencarrow Head Lighthouse kam, beschloss man einen neuen Turm auf den Brothers zu bauen.
Der hölzerne Turm wurde 1877 gebaut und im September des gleichen Jahres in Betrieb genommen. Anfangs von einer Öllampe beleuchtet, wurde er von vier Leuchtturmwärtern betreut. Später wurden diese auf drei, später auf zwei reduziert. Wegen der isolierten Lage, der schwierigen Versorgung und der gefährlichen Anfahrt lebten sie hier nicht wie bei anderen Leuchttürmen Neuseelands mit Frau und Kindern. Da die Insel weder ausreichend Erdreich für Landwirtschaft noch Süßwasserquellen hat, mussten alle Versorgungsgüter per Schiff angeliefert werden.
1954 wurde der Turm elektrifiziert und von einem Dieselgenerator versorgt. Im Juli 1990 wurde der Turm automatisiert und die Leuchtturmwärter abgezogen. Er wird seitdem wie alle Leuchttürme Neuseelands von einem zentralen Kontrollraum am Sitz von Maritime New Zealand in Wellington ferngesteuert. Heute hat der Turm ein modernes rotierenden Leuchtfeuer mit 50 W-Halogenlampe, das aus von Solarzellen geladenen Akkumulatoren gespeist wird.
Die Insel ist Teil eines Schutzgebietes des Department of Conservation und ist Lebensraum der seltenen Brückenechse Sphenodon guentheri. Sie ist daher nicht öffentlich zugänglich.
1947 wurde der Turm auf einer 6-Penny-Briefmarke und beim Wechsel des Landes auf die 1967 auf das dezimale Währungssystem,  einer ähnlichen 5-Cent-Briefmarke der neuseeländischen Post dargestellt.